# Крутеньке (Росія)
Кру́теньке (рос. Крутенькое, ерз. Крутенькое) — село у складі Ковилкінського району Мордовії, Росія. Входить до складу Краснопрісненського сільського поселення.
Населення — 13 осіб 2010; 17 у 2002).
Національний склад станом на 2002 рік:
- росіяни — 100 %